# Грибов, Сергей Алексеевич
Серге́й Алексе́евич Гри́бов (род. 10 февраля 2005, Санкт-Петербург) — российский футболист, нападающий клуба «Акрон», выступающий на правах аренды за саратовский «Сокол».

## Биография
Родился в Санкт-Петербурге.
Воспитанник академии «Краснодара». Позднее перешёл в академию петербургского «Зенита». 11 августа 2022 года перешёл в СШОР «Зенит».
В июле 2023 года пополнил состав клуба «Рубин-2». 16 июля 2023 года в матче Второй лиги (дивизион «Б») против «Урала-2» дебютировал в профессиональном футболе.
В сезоне 2023 с фарм-клубом стал бронзовым призёром группы 4.
8 февраля 2024 года на правах свободного агента перешёл в «Акрон-2».
20 июля 2024 года сыграл дебютный матч в чемпионате России за основную команду «Акрона» против московского «Локомотива».
5 июля 2025 года был арендован саратовским «Соколом».

## Статистика выступлений
| Выступление       | Выступление       | Выступление      | Лига | Лига | Кубки | Кубки | Итого | Итого |
| Клуб              | Лига              | Сезон            | Игры | Голы | Игры  | Голы  | Игры  | Голы  |
| ----------------- | ----------------- | ---------------- | ---- | ---- | ----- | ----- | ----- | ----- |
| Рубин-2           | Вторая лига («Б») | 2023             | 16   | 2    | —     | —     | 16    | 2     |
| Рубин-2           | Итого             | Итого            | 16   | 2    | —     | —     | 16    | 2     |
| Акрон             | РПЛ               | 2024/25          | 9    | 0    | 5     | 1     | 14    | 1     |
| Акрон             | Итого             | Итого            | 9    | 0    | 5     | 1     | 14    | 1     |
| → Акрон-2         | Вторая лига («Б») | 2024             | 14   | 3    | —     | —     | 14    | 3     |
| → Акрон-2         | Вторая лига («Б») | 2025             | 5    | 1    | —     | —     | 5     | 1     |
| → Акрон-2         | Итого             | Итого            | 19   | 4    | —     | —     | 19    | 4     |
| → Сокол (Саратов) | Первая лига       | 2025/26          | 4    | 0    | 0     | 0     | 4     | 0     |
| → Сокол (Саратов) | Итого             | Итого            | 4    | 0    | 0     | 0     | 4     | 0     |
| Всего за карьеру  | Всего за карьеру  | Всего за карьеру | 48   | 6    | 5     | 1     | 53    | 7     |

## Достижения
«Рубин-2»
- Бронзовый призёр Второй лиги (дивизион «Б», группа 4): 2023